# Jorge Célico
Jorge César Fortunato Célico, noto semplicemente come Jorge Célico (Buenos Aires, 13 settembre 1964), è un allenatore di calcio ed ex calciatore argentino, di ruolo portiere, commissario tecnico dell'Ecuador U-20.

## Carriera

### Giocatore
Prodotto del settore giovanile dell'Huracán, è stato promosso in prima squadra nel 1982 ma non è riuscito a debuttare, rimanendo svincolato al termine della stagione.
Ha speso il resto della sua carriera nelle divisioni inferiori del calcio argentino, prima di ritirarsi nel 1990 per intraprendere la carriera da allenatore.

### Allenatore
Dopo aver lavorato come assistente per Nueva Chicago ed Almagro, nel 2002 è diventato tecnico delle giovanili dell'Huracán. Il 1º settembre 2002 ha diretto la sua prima partita professionistica guidando la prima squadra dell'Huracan come tecnico ad interim nell'incontro vinto 2-1 contro il River Plate.
Il 10 marzo 2003 è salito nuovamente alla guida del club argentino, questa volta fino al termine della stagione. Dopo non essere riuscito ad evitare la retrocessione, si è trasferito all'estero diventando allenatore dell'Universidad Católica.
Nel 2006 è andato all'El Nacional diventando inizialmente allenatore della formazione giovanile, e dal 2008 della prima squadra.
Nel 2009 è stato nominato allenatore del Téc. Universitario; dopo essere retrocesso è tornato all'Universidad Católica per guidarne la formazione giovanile. Dal 2010 al 2017 ha guidato la prima squadra del club di Quito.
Nel 2017 è stato nominato CT della nazionale Under-20 ecuadoriana.
Dal 12 settembre 2017 al 31 luglio 2018 e dal 1º agosto 2019 al 12 gennaio 2020 ha guidato la nazionale maggiore ecuadoriana.

## Palmarès
- Primera Categoría Serie B: 1

Universidad Católica: 2012